# Emily Sunstein
Emily Weisberg Sunstein (28 de abril de 1924 - 21 de abril de 2007) fue una biógrafa, escritora y activista social estadounidense.

## Biografía
Nacida como Emily Weisberg en Dallas, Texas, se graduó de la escuela secundaria en su ciudad natal. Contrajo matrimonio con el corredor de bolsa Leon Sunstein, Jr. en 1943, un año antes de obtener un título en Letras basado en Historia del Arte en el año 1944 del Vassar College. La pareja luego se mudó a Elkins Park y a Wyncote, en donde criaron a sus tres hijos.  
Antes de comenzar su carrera literaria, Sunstein era activista en asuntos civiles. Además de ser una de las primeras personas en formar parte de la asociación Americans for Democratic Action (fundada en 1947), se convirtió en la primera mujer en servir como presidente de la sede de Filadelfia del Comité Judío Americano.
Formó parte de la Comisión Estatal de Derechos Humanos desde 1970 hasta 1974, y fue la presidenta de la Conferencia de Problemáticas Económicas Femeninas y de YWCA de Filadelfia en 1975. 
En 1989, su primer libro, Mary Shelley: Romance and Reality (Little, Brown y Co., 1989) fue publicado y bien recibido por la crítica y el público. Obtuvo el premio de la Asociación de Lenguaje Moderno para Historiadores Independientes en 1989.
Desde ese entonces, dejó de interesarse por la política y comenzó a dedicarse a otras actividades, tales como escribir, coleccionar arte y trabajar con la horticultura. Continuó siendo activa en causas judías hasta que enfermó, a mediados de la década de 1990.

## Obras
- Mary Shelley: Romance and Reality - 1991 - 514 páginas
- A Different Face: The Life of Mary Wollstonecraft. Nueva York: Harper and Row, 1975. ISBN 0-06-014201-4.